# 史蒂夫·帕克斯顿
史蒂夫·帕克斯顿（英語：Steve Paxton，1939年—2024年2月21日）是一位实验性的舞蹈家和编舞家。生于亚利桑那州凤凰城。他的早期背景是体操，而后来的培训包括在Merce Cunningham工作了三年，在JoséLimón工作了一年。作为Judson舞蹈剧院的创始成员他演奏了Yvonne Rainer和Trisha Brown的作品。他是实验联盟大联盟（Grand Union）的创始成员，并于1972 年命名并开始开发名为“接触即兴”（Contact Improvisation）的舞蹈形式， 这种舞蹈形式利用摩擦，动量，重力和惯性的物理定律来探索舞者之间的关系。
帕克斯頓相信，即使是未經訓練的舞者也可以為舞蹈形式做出貢獻，因此他開始對行人運動產生濃厚的興趣。在與坎寧安（Cunningham）合作並發展了機會編舞之後，他被定義為他這一代中影響全球編舞的人。除了在國際上進行表演，教學和編舞外，他試圖保持隱居。
帕克斯顿受到 1960 年代和 1970 年代纽约实验艺术和表演界的影响，他对人体如何创建物理活動场感兴趣。接觸即兴是在 Paxton 的监督下，从对人体的探索中发展而来的。它的历史可以追溯到 1972 年。接觸即兴通常是二重奏，从武术，社交舞蹈，体育和儿童游戏中汲取灵感。 进入接触即兴结构后，两个身体必须聚集在一起以形成一个接触点（即背对手腕、肩对大腿、头对脚、背对背、选项无穷无尽），彼此相等地施加重量，然后创建一个运动对话框，只要双方都充分参与，该对话框可以持续不固定的时间。 
接触即兴可以由任何人完成，因为运动词汇的出现取决于特定的接触和与另一个人的重量交换的开始。帕克斯顿在 1970 年代末期专注于教学，表演和写作有关接触即兴在全国和欧洲范围内的情况。 接触即兴在世界各地继续被诸如与Paxton密切合作的南希·史塔克·史密斯（Nancy Stark Smith）等人以及其他舞蹈家，编舞家，老师和接触即兴所接触的其他人教授。 

## 运动方式
帕克斯顿相信，即使是未经训练的舞者也可以为他的实验舞蹈形式做出贡献。通过与Merce Cunningham和JoséLimón的合作，以及后来对Judson Dance Theatre和Grand Union的成立做出的贡献，帕克斯顿着迷于对人体的探索。他的运动词汇方法包括他周围的行人世界。帕克斯顿将身体描述为一种物理机器，可以通过自然界及其周围的文化来表达。 随着他的第一支舞蹈 Proxy （1961）的出现，帕克斯顿的运动方式在一段时间内占据了主导地位，如散步，坐着和进餐。 
帕克斯顿以消除外界影响而著称，这会阻止作品仅仅以它表像的樣子被接受。 他撰写了一系列非舞蹈运动词汇，这似乎使他表现出轻松而又权威的状态。  Paxton 最小化了观众和表演者之间的差异。反过来，他的运动词汇变成了“日常”运动机制的片段，这为个人潜能提供了无限可能。另一个表现出他对兩腳走路的人的世界着迷的作品是《满意的情人》 （Satisfyin'Lover，1967）。这项舞蹈是针对一组三十四至八十四人的，它使用了散步，站立或坐下的姿势來完成。 

## 接近身体
帕克斯頓不僅利用了人體的結構，還利用物體強調了身體如何圍繞不同的物體進行操縱。 他對材質，形狀，大小，甚至動物的使用如何影響或改變他的舞蹈詞彙感興趣。這在Jag Ville Gorna Telefonera （1964）這樣的作品中很明顯。在這件作品中，他使用了三隻雞，一把用蛋糕和黃色糖霜製成的，塞滿了東西的大號椅子，以及在接縫處帶有拉鍊的衣服，可以將它們取下並以各種方式放回去。
帕克斯頓還挑戰了舞蹈中的性和性觀念。 帕克斯頓不僅是他周圍不斷變化的舞蹈世界的革命者，而且他對運動和人體結構的實驗也造就了一個成為舞者的不同版本。他改變並挑戰了傳統現代舞蹈的各個方面。今天，來自世界各地的舞者，表演者，編舞者和老師已經將他的“接觸即興”的教學形式納入了他們的學習範圍。

## 所获奖项
1980年，帕克斯顿从国家艺术基金会获得了一笔赠款。 帕克斯顿获得了1994年当代艺术基金会授予的艺术家奖，  1995年约翰·西蒙·古根海姆（John Simon Guggenheim）纪念基金会奖学金 2014年，帕克斯顿（Paxton）在威尼斯双年展上获得了终身舞蹈成就金狮奖。  1987年和1995年，帕克斯顿赢得了纽约舞蹈和表演“贝茜（Bessie）”奖； 帕克斯顿（Paxton）在2015年被授予贝茜（Bessie）终身成就奖。 

## 选集
- 1961年：代理
- 1964年： Jag VillGärnaTelefonera
- 1966年：物理事物
- 1970年：静脉授课
- 1978年： PA RT （与丽莎·尼尔森合唱，罗伯特·阿什利演绎的音乐）
- 1986年：戈德堡变奏曲
- 2004年： Night Stand （与Lisa Nelson一起）
- 1986-2008年：脊柱材料[17]

2013年10月，被认为是“ 1960年代和70年代前卫的巨人”的帕克斯顿在纽约画廊与长期合作者丽莎·尼尔森（Lisa Nelson）共同演出了难得一见的Night Stand。该作品创作于2004年，但从未在美国演出过。 